# استحکامات ساحلی
استحکامات ساحلی (انگلیسی: Beachhead) یک فیلم جنگی به کارگردانی استارت هایسلر است که در سال ۱۹۵۴ منتشر شد. از بازیگران آن می‌توان به تونی کرتیس، فرانک لاوجوی، و مری مورفی اشاره کرد. این فیلم به شیوهٔ تکنی کالر تصویرداری شده است.